# Coupe des coupes de rink hockey 1978
Navigation
Coupe des coupes 1977 Coupe des coupes 1979
La Coupe des coupes de rink hockey 1978 est la seconde édition de la dite compétition organisé par le CERH. Elle regroupe neuf participants venant d'Allemagne, de Belgique, d'Espagne, de France, d'Italie, des Pays-Bas, de Suisse et deux clubs du Portugal dans une compétition se déroulant de janvier à juillet 1978.
L'AD Oerias, un des deux clubs représentant le Portugal et tenante du titre, obtient son second titre en finale face au club espagnol de Voltregà. 

## Participants
| Club           | Pays      | Qualification                                                            |
| -------------- | --------- | ------------------------------------------------------------------------ |
| Herten         | Allemagne | Deuxième du championnat d'Allemagne de l'Ouest 1977                      |
| Royal Sunday   | Belgique  | Vainqueur de la Coupe de Belgique 1977                                   |
| La Vendéenne   | France    | Deuxième du championnat de France 1977                                   |
| Follonica      | Italie    | Vainqueur de la Coupe d'Italie 1977                                      |
| Residentie     | Pays-Bas  | Deuxième du championnat des Pays-Bas 1977                                |
| Carvalhos      | Portugal  | Demi-finaliste de la Coupe du Portugal 1977                              |
| Oreiras        | Portugal  | Tenant du titre de la compétition Finaliste de la Coupe du Portugal 1977 |
| Arenys de Munt | Espagne   | Vainqueur de la Coupe du Roi 1977                                        |
| Basel          | Suisse    | Vainqueur de la Coupe de Suisse 1977                                     |

### Source de la traduction
- (it) Cet article est partiellement ou en totalité issu de l’article de Wikipédia en italien intitulé « Coppa delle Coppe 1976-1977 (hockey su pista) » (voir la liste des auteurs).